# فريدي ساندوفال
فريدي ساندوفال (بالإسبانية: Freddy Sandoval)‏ (16 أغسطس 1982 في المكسيك - ) هو لاعب كرة قاعدة ولاعب كرة قدم مكسيكي في مركز قاعدي ثالث ‏.

## وصلات خارجية
- فريدي ساندوفال على موقع دوري كرة القاعدة الرئيسي (الإنجليزية)
- فريدي ساندوفال على موقعبيزبول رفرنس.كوم (الدوري الرئيسي) (الإنجليزية)
- فريدي ساندوفال على موقعبيزبول رفرنس.كوم (الدوري الثانوي) (الإنجليزية)
- فريدي ساندوفال على موقع إي إس بي إن.كوم (أم.أل.بي) (الإنجليزية)
- فريدي ساندوفال على موقع مشجعي الرسوم البيانية (الإنجليزية)